# Juan José Fernández de Paredes
Juan José Fernández de Paredes Geldrés fue un noble criollo y, tras la independencia, un político peruano. Fue hijo de Manuel Antonio Fernández de Paredes, III Marqués de Salinas. Se casó con la limeña Francisca Carrillo de Albornoz, hija de Fernando Carrillo de Albornoz y Bravo de Lagunas, II Conde de Montemar y de María Rosa de Salazar y Gabiño, II Condesa de Monteblanco. Fue caballero de la Orden de Carlos III.
Fue miembro del Congreso Constituyente de 1822 por el departamento de La Libertad. Dicho congreso constituyente fue el que elaboró la primera constitución política del país.
Murió sin dejar sucesión.